# Чёрная дыра

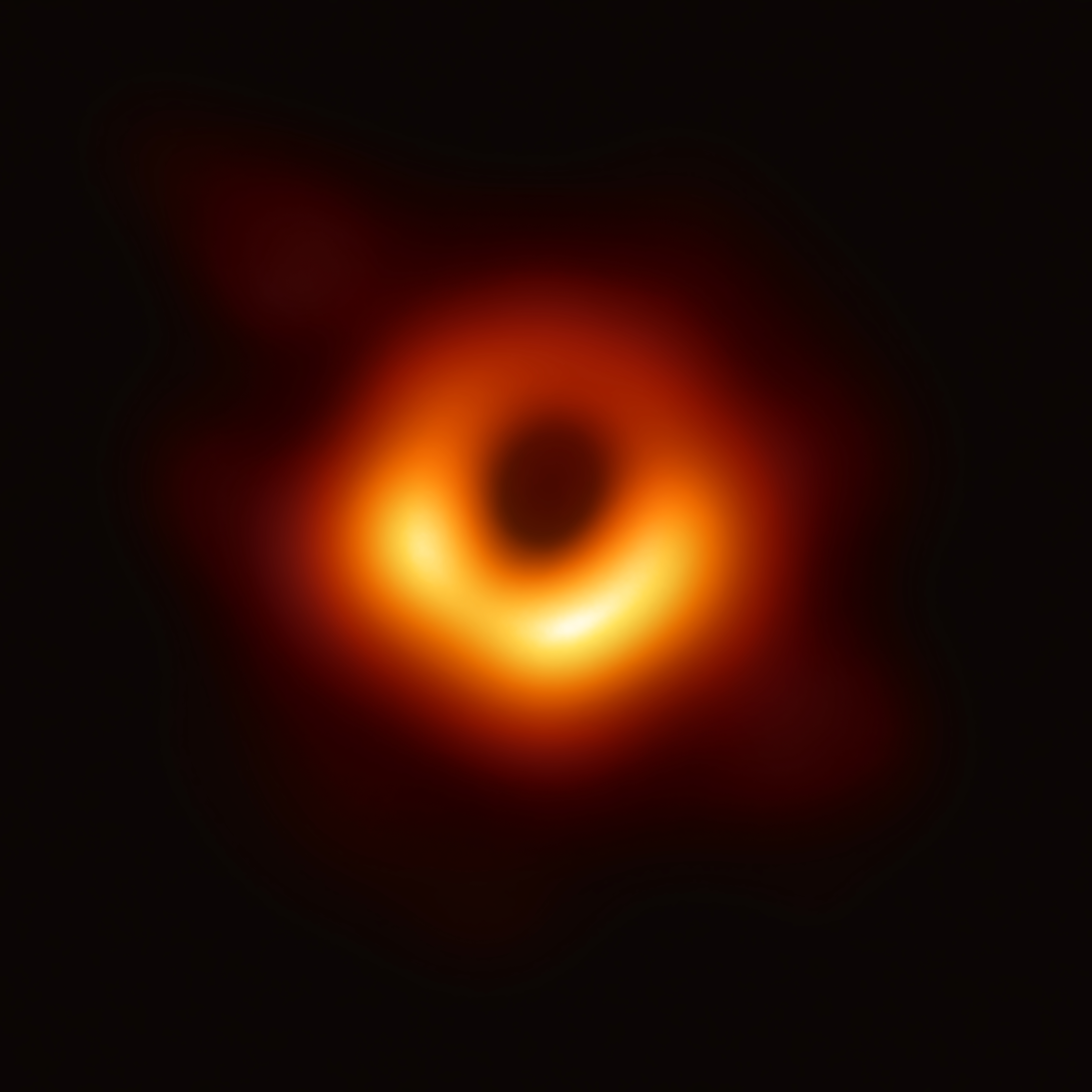
Сверхмассивная чёрная дыра в центре галактики М 87. Это первое в истории человечества качественное изображение тени чёрной дыры, полученное напрямую в радиодиапазоне (Event Horizon Telescope)

Чёрная дыра́ — область пространства-времени, гравитационное притяжение которой настолько велико, что покинуть её не могут даже объекты, движущиеся со скоростью света, в том числе кванты самого света. Граница этой области называется горизонтом событий. В простейшем случае сферически симметричной чёрной дыры он представляет собой сферу с радиусом Шварцшильда, который считается характерным размером чёрной дыры.
Теоретическая возможность существования данных областей пространства-времени следует из некоторых точных решений уравнений Эйнштейна, первое из которых было получено Карлом Шварцшильдом в 1915 году. Изобретатель термина достоверно не известен, но само обозначение было популяризовано Джоном Арчибальдом Уилером и впервые публично употреблено в популярной лекции «Наша Вселенная: известное и неизвестное» (англ. Our Universe: the Known and Unknown) 29 декабря 1967 года. Ранее подобные астрофизические объекты называли «сколлапсировавшие звёзды» или «коллапсары» (от англ. collapsed stars), а также «застывшие звёзды» (англ. frozen stars).
Вопрос о реальном существовании чёрных дыр тесно связан с тем, насколько верна теория гравитации, из которой следует их существование. В современной физике стандартной теорией гравитации, лучше всего подтверждённой экспериментально, является общая теория относительности (ОТО), уверенно предсказывающая возможность образования чёрных дыр (но их существование возможно и в рамках других (не всех) моделей, см. Альтернативные теории гравитации). Поэтому наблюдаемые данные анализируются и интерпретируются, прежде всего, в контексте ОТО, хотя, строго говоря, эта теория пока не является интенсивно экспериментально протестированной для условий, соответствующих области пространства-времени в непосредственной близости от горизонта чёрных дыр звёздных масс (однако хорошо подтверждена в условиях, соответствующих сверхмассивным чёрным дырам, и с точностью до 94 % согласуется с первым гравитационно-волновым сигналом). Поэтому утверждения о непосредственных доказательствах существования чёрных дыр, в том числе и в этой статье ниже, строго говоря, следует понимать в смысле подтверждения существования астрономических объектов, таких плотных и массивных, а также обладающих некоторыми другими наблюдаемыми свойствами, что их можно интерпретировать как чёрные дыры общей теории относительности.
Кроме того, чёрными дырами часто называют объекты, не строго соответствующие данному выше определению, а лишь приближающиеся по своим свойствам к такой чёрной дыре — например, это могут быть коллапсирующие звёзды на поздних стадиях коллапса. В современной астрофизике этому различию не придаётся большого значения, так как наблюдаемые проявления «почти сколлапсировавшей» («замороженной») звезды и «настоящей» («извечной») чёрной дыры практически одинаковы. Это происходит потому, что отличия физических полей вокруг коллапсара от таковых для «извечной» чёрной дыры уменьшаются по степенным законам с характерным временем порядка гравитационного радиуса, делённого на скорость света — то есть за доли секунды для чёрных дыр звёздных масс и часы для сверхмассивных чёрных дыр.
10 апреля 2019 года впервые была «сфотографирована» сверхмассивная чёрная дыра в центре галактики Messier 87, расположенной на расстоянии 54 миллионов световых лет от Земли.
В июле 2023 года учёные с помощью телескопа Джеймса Уэбба обнаружили самую отдалённую чёрную дыру из всех ранее открытых.
Различают пять сценариев образования чёрных дыр:
- три реалистичных:
  - гравитационный коллапс (сжатие) достаточно массивной, либо нейтронной звезды;
  - килоновая;
  - коллапс центральной части галактики или протогалактического газа;
- и два гипотетических:
  - формирование чёрных дыр сразу после Большого взрыва (первичные чёрные дыры);
  - возникновение в ядерных реакциях очень высоких энергий.

## Предыстория

### «Чёрная звезда» Мичелла (1784—1796)
В ньютоновском поле тяготения для частиц, покоящихся на бесконечности, с учётом закона сохранения энергии:
| {\displaystyle -{GMm \over r}+{mv^{2} \over 2}=0,} |

то есть:
| {\displaystyle v^{2}={2GM \over r}.} |

Пусть гравитационный радиус {\displaystyle r_{g}} — расстояние от тяготеющей массы, на котором скорость частицы становится равной скорости света {\displaystyle v=c}. Тогда {\displaystyle r_{g}={\frac {2GM}{c^{2}}}.}
Концепция массивного тела, гравитационное притяжение которого настолько велико, что скорость, необходимая для преодоления этого притяжения (вторая космическая скорость), равна или превышает скорость света, впервые была высказана в 1784 году Джоном Мичеллом в письме, которое он послал в Королевское общество. Письмо содержало расчёт, из которого следовало, что для тела с радиусом в 500 солнечных радиусов и с плотностью Солнца вторая космическая скорость на его поверхности будет равна скорости света. Таким образом, свет не сможет покинуть это тело, и оно будет невидимым. Мичелл предположил, что в космосе может существовать множество таких недоступных наблюдению объектов. В 1796 году Лаплас включил обсуждение этой идеи в свой труд «Exposition du Systeme du Monde», однако в последующих изданиях этот раздел был опущен. Тем не менее, именно благодаря Лапласу эта мысль получила некоторую известность.

### От Мичелла до Шварцшильда (1796—1915)
На протяжении XIX века идея тел, невидимых вследствие своей массивности, не вызывала большого интереса у учёных. Это было связано с тем, что в рамках классической физики скорость света не имеет фундаментального значения. Однако в конце XIX — начале XX века было установлено, что сформулированные Дж. Максвеллом законы электродинамики, с одной стороны, выполняются во всех инерциальных системах отсчёта, а с другой стороны, не обладают инвариантностью относительно преобразований Галилея. Это означало, что сложившиеся в физике представления о характере перехода от одной инерциальной системы отсчёта к другой нуждаются в значительной корректировке.
В ходе дальнейшей разработки электродинамики Г. Лоренцем была предложена новая система преобразований пространственно-временных координат (известных сегодня как преобразования Лоренца), относительно которых уравнения Максвелла оставались инвариантными. Развивая идеи Лоренца, А. Пуанкаре предположил, что все прочие физические законы также инвариантны относительно этих преобразований.
В 1905 году А. Эйнштейн использовал концепции Лоренца и Пуанкаре в своей специальной теории относительности (СТО), в которой роль закона преобразования инерциальных систем отсчёта окончательно перешла от преобразований Галилея к преобразованиям Лоренца. Классическая (галилеевски-инвариантная) механика была при этом заменена на новую, Лоренц-инвариантную релятивистскую механику. В рамках последней скорость света оказалась предельной скоростью, которую может развить физическое тело, что радикально изменило значение чёрных дыр в теоретической физике.
Однако ньютоновская теория тяготения (на которой базировалась первоначальная теория чёрных дыр) не является лоренц-инвариантной. Поэтому она не может быть применена к телам, движущимся с околосветовыми и световой скоростями. Лишённая этого недостатка релятивистская теория тяготения была создана, в основном, Эйнштейном (сформулировавшим её окончательно к концу 1915 года) и получила название общей теории относительности (ОТО). Именно на ней и основывается современная теория астрофизических чёрных дыр.
По своему характеру ОТО является геометрической теорией. Она предполагает, что гравитационное поле представляет собой проявление искривления пространства-времени (которое, таким образом, оказывается псевдоримановым, а не псевдоевклидовым, как в специальной теории относительности). Связь искривления пространства-времени с характером распределения и движения заключающихся в нём масс даётся основными уравнениями теории — уравнениями Эйнштейна.
(Псевдо)римановыми называются пространства, которые в малых масштабах ведут себя «почти» как обычные (псевдо)евклидовы. Так, на небольших участках сферы теорема Пифагора и другие факты евклидовой геометрии выполняются с очень большой точностью. В своё время это обстоятельство и позволило построить евклидову геометрию на основе наблюдений над поверхностью Земли (которая в действительности не является плоской, а близка к сферической). Это же обстоятельство обусловило и выбор именно псевдоримановых (а не каких-либо ещё) пространств в качестве основного объекта рассмотрения в ОТО: свойства небольших участков пространства-времени не должны сильно отличаться от известных из СТО.
Однако в больших масштабах римановы пространства могут сильно отличаться от евклидовых. Одной из основных характеристик такого отличия является понятие кривизны. Суть его состоит в следующем: евклидовы пространства обладают свойством абсолютного параллелизма: вектор {\displaystyle X',} получаемый в результате параллельного перенесения вектора {\displaystyle X} вдоль любого замкнутого пути, совпадает с исходным вектором {\displaystyle X.} Для римановых пространств это уже не всегда так, что может быть легко показано на следующем примере. Предположим, что наблюдатель встал на пересечении экватора с нулевым меридианом лицом на восток и начал двигаться вдоль экватора. Дойдя до точки с долготой 180°, он изменил направление движения и начал двигаться по меридиану к северу, не меняя направления взгляда (то есть теперь он смотрит вправо по ходу). Когда он таким образом перейдёт через северный полюс и вернётся в исходную точку, то окажется, что он стоит лицом к западу (а не к востоку, как изначально). Иначе говоря, вектор, параллельно перенесённый вдоль маршрута следования наблюдателя, «прокрутился» относительно исходного вектора. Характеристикой величины такого «прокручивания» и является кривизна.

## Решения уравнений Эйнштейна для чёрных дыр
Так как чёрные дыры являются локальными и относительно компактными образованиями, то при построении их теории обычно пренебрегают наличием космологической постоянной, так как её эффекты для таких характерных размеров задачи неизмеримо малы. Тогда стационарные решения для чёрных дыр в рамках ОТО, дополненной известными материальными полями, характеризуются только тремя параметрами: массой ({\displaystyle M}), моментом импульса ({\displaystyle L}) и электрическим зарядом ({\displaystyle Q}), которые складываются из соответствующих характеристик, вошедших в чёрную дыру при коллапсе и упавших в неё позднее тел и излучений (если в природе существуют магнитные монополи, то чёрные дыры могут иметь также магнитный заряд ({\displaystyle G}), но пока подобные частицы не обнаружены). Любая чёрная дыра стремится в отсутствие внешних воздействий стать стационарной, что было доказано усилиями многих физиков-теоретиков, из которых особо следует отметить вклад нобелевского лауреата Субраманьяна Чандрасекара, перу которого принадлежит фундаментальная для этого направления монография «Математическая теория чёрных дыр». Более того, представляется, что никаких других характеристик, кроме этих трёх, у не возмущаемой снаружи чёрной дыры быть не может, что формулируется в образной фразе Уилера: «Чёрные дыры не имеют волос».
Решения уравнений Эйнштейна для чёрных дыр с соответствующими характеристиками:
| Характеристика ЧД | Без вращения                   | Вращается               |
| Без заряда        | Решение Шварцшильда            | Решение Керра           |
| Заряженная        | Решение Райсснера — Нордстрёма | Решение Керра — Ньюмена |

- Решение Шварцшильда (1916 год, Карл Шварцшильд) — статичное решение для сферически-симметричной чёрной дыры без вращения и без электрического заряда.
- Решение Райсснера — Нордстрёма (1916 год, Ганс Райсснер и 1918 год, Гуннар Нордстрём) — статичное решение сферически-симметричной чёрной дыры с зарядом, но без вращения.
- Решение Керра (1963 год, Рой Керр) — стационарное, осесимметричное решение для вращающейся чёрной дыры, но без заряда.
- Решение Керра — Ньюмена (1965 год, Э. Т. Ньюмен, Э. Кауч, К. Чиннапаред, Э. Экстон, Э. Пракаш и Р. Торренс)[15] — наиболее полное на данный момент решение: стационарное и осесимметричное, зависит от всех трёх параметров.

Решение для вращающейся чёрной дыры чрезвычайно сложно. Его вывод был описан Керром в 1963 году очень кратко, и лишь спустя год детали были опубликованы Керром и Шильдом в малоизвестных трудах конференции. Подробное изложение вывода решений Керра и Керра — Ньюмена было опубликовано в 1969 году в известной работе Дебнея, Керра и Шильда. Последовательный вывод решения Керра был также проделан Чандрасекаром более чем на пятнадцать лет позже.
Считается[кем?], что наибольшее значение для астрофизики имеет решение Керра, так как заряженные чёрные дыры должны быстро терять заряд, притягивая и поглощая противоположно заряженные ионы и пыль из космического пространства. Существует также гипотеза, связывающая гамма-всплески с процессом взрывной нейтрализации заряженных чёрных дыр путём рождения из вакуума электрон-позитронных пар (Р. Руффини с сотрудниками), но она оспаривается рядом учёных.

### Теоремы об «отсутствии волос»
Теоремы об «отсутствии волос» у чёрной дыры (англ. No hair theorem) говорят о том, что у стационарной чёрной дыры внешних характеристик, помимо массы, момента импульса и определённых зарядов (специфических для различных материальных полей), быть не может (в том числе и радиуса), и детальная информация о материи будет потеряна (и частично излучена вовне) при коллапсе. Большой вклад в доказательство подобных теорем для различных систем физических полей внесли Брэндон Картер, Вернер Израэль, Роджер Пенроуз, Пётр Хрусьцель (Chruściel), Маркус Хойслер.
Сейчас представляется, что данная теорема верна для известных в настоящее время полей, хотя в некоторых экзотических случаях, аналогов которых в природе не обнаружено, она нарушается.

### Решение Шварцшильда

#### Основные свойства

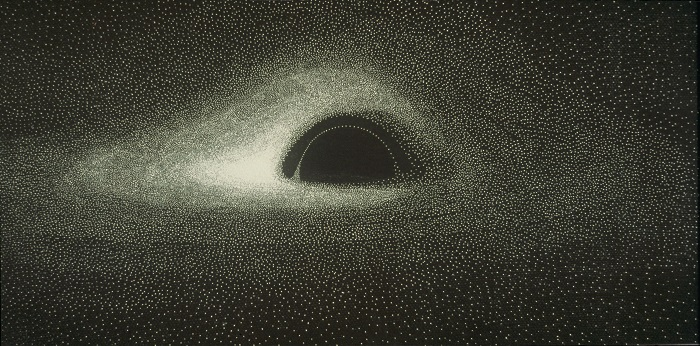
Первое моделирование аккреционного диска горячей плазмы, вращающегося вокруг чёрной дыры, 1979 год

Согласно теореме Биркгофа, гравитационное поле любого сферически симметричного распределения материи вне её даётся решением Шварцшильда. Поэтому слабо вращающиеся чёрные дыры, как и пространство-время вблизи Солнца и Земли, в первом приближении тоже описываются этим решением.
Две важнейшие черты, присущие чёрным дырам в модели Шварцшильда — это наличие горизонта событий (он по определению есть у любой чёрной дыры) и сингулярности, которая отделена этим горизонтом от остальной Вселенной.
Решением Шварцшильда точно описывается изолированная невращающаяся, незаряженная и не испаряющаяся чёрная дыра (это сферически симметричное решение уравнений гравитационного поля (уравнений Эйнштейна) в вакууме). Её горизонт событий — это сфера, радиус которой, определённый из её площади по формуле {\displaystyle S=4\pi r^{2},} называется гравитационным радиусом или радиусом Шварцшильда.
Все характеристики решения Шварцшильда однозначно определяются одним параметром — массой. Так, гравитационный радиус чёрной дыры массы {\displaystyle M} равен
{\displaystyle r_{s}={\frac {2\,GM}{c^{2}}},}
где {\displaystyle G} — гравитационная постоянная, а {\displaystyle c} — скорость света. Чёрная дыра с массой, равной массе Земли, обладала бы радиусом Шварцшильда около 9 мм (то есть Земля могла бы стать чёрной дырой, если бы что-либо смогло сжать её до такого размера). Для Солнца радиус Шварцшильда составляет примерно 3 км.
Такая же величина гравитационного радиуса получается в результате вычислений на основе классической механики и ньютоновской теории тяготения. Данный факт не случаен, он является следствием того, что классическая механика и ньютоновская теория тяготения содержатся в общей теории относительности как её предельный случай.
Объекты, размер которых наиболее близок к своему радиусу Шварцшильда, но которые ещё не являются чёрными дырами, — это нейтронные звёзды.
Можно ввести понятие «средней плотности» чёрной дыры, поделив её массу на «объём, заключённый под горизонтом событий»:
{\displaystyle \rho ={\frac {3\,c^{6}}{32\pi M^{2}G^{3}}}.}
Средняя плотность падает с ростом массы чёрной дыры. Так, если чёрная дыра с массой порядка солнечной обладает плотностью, превышающей ядерную плотность, то сверхмассивная чёрная дыра с массой в 109 солнечных масс (существование таких чёрных дыр подозревается в квазарах) обладает средней плотностью порядка 20 кг/м³, что в 50 раз меньше плотности воды. Таким образом, чёрную дыру можно получить не только сжатием имеющегося объёма вещества, но и экстенсивным путём — накоплением огромного количества материала.
Для более точного описания реальных чёрных дыр необходим учёт наличия момента импульса. Кроме того, малые, но концептуально важные добавки для чёрных дыр астрофизических масс — излучение Старобинского и Зельдовича и излучение Хокинга — следуют из квантовых поправок. Учитывающую это теорию (то есть ОТО, в которой правая часть уравнений Эйнштейна есть среднее по квантовому состоянию от тензора энергии-импульса) обычно называют «полуклассической гравитацией». Представляется, что для очень малых чёрных дыр эти квантовые поправки должны стать определяющими, однако это точно неизвестно, так как отсутствует непротиворечивая модель квантовой гравитации.

#### Метрическое описание и аналитическое продолжение
В 1915 году К. Шварцшильд выписал решения уравнений Эйнштейна без космологического члена для пустого пространства в сферически симметричном статическом случае (позднее Биркхоф показал, что предположение статичности излишне). Это решение оказалось пространством-временем {\displaystyle {\mathcal {M}}} с топологией {\displaystyle R^{2}\times S^{2}} и интервалом, приводимым к виду
{\displaystyle ds^{2}=-(1-r_{s}/r)c^{2}dt^{2}+(1-r_{s}/r)^{-1}dr^{2}+r^{2}(d\theta ^{2}+\sin ^{2}\theta \,d\varphi ^{2}),}
где
{\displaystyle t} — временна́я координата, в секундах,
{\displaystyle r} — радиальная координата, в метрах,
{\displaystyle \theta } — полярная угловая координата, в радианах,
{\displaystyle \varphi } — азимутальная угловая координата, в радианах,
{\displaystyle r_{s}} — радиус Шварцшильда тела с массой {\displaystyle M}, в метрах.
Временна́я координата соответствует времениподобному вектору Киллинга {\displaystyle \partial _{t}}, который отвечает за статичность пространства-времени, при этом её масштаб выбран так, что {\displaystyle t} — это время, измеряемое бесконечно удалёнными покоящимися часами ({\displaystyle r=\mathrm {const} \rightarrow \infty ,\theta =\mathrm {const} ,\varphi =\mathrm {const} }). Часы, закреплённые на радиальной координате {\displaystyle r} без вращения ({\displaystyle r=\mathrm {const} ,\,\theta =\mathrm {const} ,\,\varphi =\mathrm {const} }), будут идти медленнее этих удалённых в {\displaystyle 1/{\sqrt {1-r_{s}/r}}} раз за счёт гравитационного замедления времени.
Геометрический смысл {\displaystyle r} состоит в том, что площадь поверхности сферы {\displaystyle \{(t,\,r,\,\theta ,\,\varphi )\mid t=t_{0},\ r=r_{0}\}} есть {\displaystyle 4\pi r_{0}^{2}.}
Важно, что координата {\displaystyle r} принимает только значения, бо́льшие {\displaystyle r_{s},} а значение параметра {\displaystyle r}, в отличие от лапласовского случая, не является «расстоянием до центра», так как центра как точки (события на действительной мировой линии какого-либо тела) в шварцшильдовском пространстве {\displaystyle {\mathcal {M}}} вообще нет.
Наконец, угловые координаты {\displaystyle \theta } и {\displaystyle \varphi } соответствуют сферической симметрии задачи и связаны с её 3 векторами Киллинга.
Из основных принципов ОТО следует, что такую метрику создаст (снаружи от себя) любое сферически симметричное тело с радиусом {\displaystyle >r_{s}} и массой {\displaystyle M={\frac {c^{2}r_{s}}{2G}}.} Замечательно, хотя и в некоторой степени случайно, что величина гравитационного радиуса — радиус Шварцшильда {\displaystyle r_{s}} — совпадает с гравитационным радиусом {\displaystyle r_{g},} вычисленным ранее Лапласом для тела массы {\displaystyle M.}
Как видно из приведённой формы метрики, коэффициенты при {\displaystyle t} и {\displaystyle r} ведут себя патологически при {\displaystyle r\rightarrow r_{s}}, где и располагается горизонт событий чёрной дыры Шварцшильда — в такой записи решения Шварцшильда там имеется координатная сингулярность. Эти патологии являются, однако, лишь эффектом выбора координат (подобно тому, как в сферической системе координат при {\displaystyle \theta =0} любое значение {\displaystyle \varphi } описывает одну и ту же точку). Пространство Шварцшильда {\displaystyle {\mathcal {M}}} можно, как говорят, «продолжить за горизонт», и если там тоже считать пространство везде пустым, то при этом возникает бо́льшее пространство-время {\displaystyle {\tilde {\mathcal {M}}}}, которое называется обычно максимально продолженным пространством Шварцшильда или (реже) пространством Крускала.

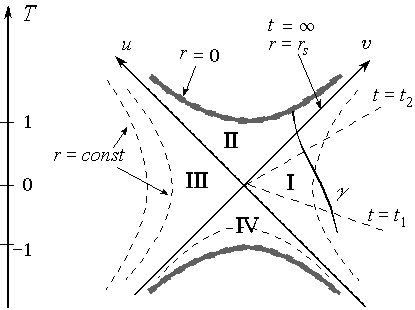
Рис. 1. Сечение пространства Шварцшильда. Каждой точке на рисунке соответствует сфера площадью Радиальные светоподобные геодезические (то есть мировые линии фотонов) — это прямые под углом 45° к вертикали, иначе говоря — это прямые или

Чтобы покрыть это большее пространство единой координатной картой, можно ввести на нём, например, координаты Крускала — Шекерса. Интервал {\displaystyle {\tilde {\mathcal {M}}}} в этих координатах имеет вид
{\displaystyle ds^{2}=-F(u,\,v)^{2}\,du\,dv+r^{2}(u,\,v)(d\theta ^{2}+\sin ^{2}\theta \,d\varphi ^{2}),}
где {\displaystyle F={\frac {4r_{s}^{3}}{r}}e^{-r/r_{s}},} а функция {\displaystyle r(u,\,v)} определяется (неявно) уравнением {\displaystyle (1-r/r_{s})e^{r/r_{s}}=uv.} Пространство {\displaystyle {\tilde {\mathcal {M}}}} максимально, то есть его уже нельзя изометрически вложить в большее пространство-время (его нельзя «продолжить»). Исходное пространство {\displaystyle {\mathcal {M}}} является всего лишь частью {\displaystyle {\tilde {\mathcal {M}}}} при {\displaystyle v>0,\ r>r_{s}} — область I на рисунке. Тело, движущееся медленнее света — мировая линия такого тела будет кривой с углом наклона к вертикали меньше 45°, см. кривую {\displaystyle \gamma } на рисунке — может покинуть {\displaystyle {\mathcal {M}}.} При этом оно попадает в область II, где {\displaystyle r<r_{s}.} Покинуть эту область и вернуться к {\displaystyle r>r_{s}} оно, как видно из рисунка, уже не сможет (для этого пришлось бы отклониться более, чем на 45° от вертикали, то есть превысить скорость света). Область II, таким образом, представляет собой чёрную дыру. Её граница (ломаная, {\displaystyle v\geqslant 0,\ r=r_{s}}) соответственно является горизонтом событий.
Отметим несколько замечательных свойств максимально продолженного Шварцшильдовского пространства {\displaystyle {\tilde {\mathcal {M}}}:}
1. Оно сингулярно: координата {\displaystyle r} наблюдателя, падающего под горизонт, уменьшается и стремится к нулю, когда его собственное время {\displaystyle \tau } стремится к некоторому конечному значению {\displaystyle \tau _{0}.} Однако его мировую линию нельзя продолжить в область {\displaystyle \tau \geqslant \tau _{0},} так как точек с {\displaystyle r=0} в этом пространстве нет. Таким образом, судьба наблюдателя нам известна только до некоторого момента его (собственного) времени.
2. Пространство {\displaystyle {\tilde {\mathcal {M}}}} имеет две истинные гравитационные сингулярности: одну в «прошлом» для любого наблюдателя из областей I и III, и одну в «будущем» (обозначены серым на рисунке справа).
3. Хотя пространство {\displaystyle {\mathcal {M}}} статично (видно, что первая метрика этого раздела не зависит от времени {\displaystyle t}), пространство {\displaystyle {\tilde {\mathcal {M}}}} таковым не является.
4. Область III тоже изометрична {\displaystyle {\mathcal {M}}.} Таким образом, пространство Шварцшильда содержит две «вселенные» — «нашу» (это {\displaystyle {\mathcal {M}}}) и ещё одну такую же. Область II внутри чёрной дыры, соединяющая их, называется мостом Эйнштейна — Розена. Попасть во вторую вселенную наблюдатель, стартовавший из I и движущийся медленнее света, не сможет (см. рис. 1), однако в промежуток времени между пересечением горизонта и попаданием на сингулярность он сможет увидеть её. Такая структура пространства-времени, которая сохраняется и даже усложняется при рассмотрении более сложных чёрных дыр, породила многочисленные спекуляции на тему возможных параллельных вселенных и путешествий в них через чёрные дыры как в научной литературе, так и в научно-фантастической (см. Кротовые норы).

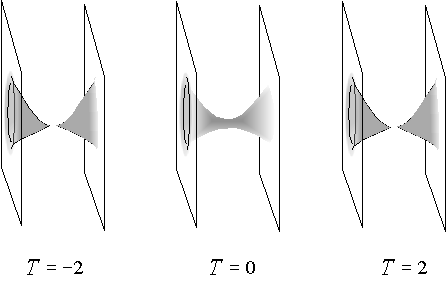
Рис. 2. Сечения пространства Шварцшильда в разные моменты времени (одно измерение опущено)

Чтобы представить себе структуру 4-мерного пространства-времени {\displaystyle {\tilde {\mathcal {M}}},} его удобно условно рассматривать как эволюцию 3-мерного пространства. Для этого можно ввести «временну́ю» координату {\displaystyle T=(u+v)/2} и сечения {\displaystyle T=\mathrm {const} } (это пространственно-подобные поверхности, или «поверхности одновременности») воспринимать как {\displaystyle {\tilde {\mathcal {M}}}} «в данный момент времени». На рис. 2 показаны такие сечения для разных моментов {\displaystyle T}. Мы видим, что вначале имеются два несвязанных 3-мерных пространства. Каждое из них сферически симметрично и асимптотически плоско. Точка {\displaystyle r=0} отсутствует и при {\displaystyle r\to 0} кривизна неограниченно растёт (сингулярность). В момент времени {\displaystyle T=-1} обе сингулярности исчезают и между ранее не связанными пространствами возникает «перемычка» (в современной терминологии кротовая нора). Радиус её горловины возрастает до {\displaystyle r_{s}} при {\displaystyle T=0,} затем начинает уменьшаться и при {\displaystyle T=1} перемычка снова разрывается, оставляя два пространства несвязанными.

### Решение Райсснера — Нордстрёма
Это статичное решение (не зависящее от временной координаты) уравнений Эйнштейна для сферически-симметричной чёрной дыры с зарядом, но без вращения.
Метрика чёрной дыры Райсснера — Нордстрёма:
{\displaystyle {ds}^{2}=-\left(1-{\frac {r_{s}}{r}}+{\frac {r_{Q}^{2}}{r^{2}}}\right)c^{2}dt^{2}+{\frac {dr^{2}}{\displaystyle {1-{\frac {r_{s}}{r}}+{\frac {r_{Q}^{2}}{r^{2}}}}}}+r^{2}(d\theta ^{2}+\sin ^{2}\theta \,d\varphi ^{2}),}
где
{\displaystyle c} — скорость света, м/с,
{\displaystyle t} — временная координата (время, измеряемое на бесконечно удалённых неподвижных часах), в секундах,
{\displaystyle r} — радиальная координата (длина «экватора» изометрической сферы, делённая на {\displaystyle 2\pi }), в метрах,
{\displaystyle \theta } — полярная угловая координата, в радианах,
{\displaystyle \varphi } — азимутальная угловая координата, в радианах,
{\displaystyle r_{s}} — радиус Шварцшильда (в метрах) тела с массой {\displaystyle M},
{\displaystyle r_{Q}} — масштаб длины (в метрах), соответствующий электрическому заряду {\displaystyle Q} (аналог радиуса Шварцшильда, только не для массы, а для заряда) определяемый как
{\displaystyle r_{Q}^{2}={\frac {Q^{2}G}{4\pi \varepsilon _{0}c^{4}}},}
где {\displaystyle 1/(4\pi \varepsilon _{0})} — постоянная Кулона.
Параметры чёрной дыры не могут быть произвольными. Максимальный заряд, который может иметь ЧД Райсснера — Нордстрёма, равен {\displaystyle Q_{\mathrm {max} }=M\approx 10^{40}e\,M/M_{\odot },} где {\displaystyle e} — заряд электрона. Это частный случай ограничения Керра — Ньюмена для ЧД с нулевым угловым моментом ({\displaystyle J=0,} то есть без вращения). При превышении этого критического заряда формально решение уравнений Эйнштейна существует, но «собрать» такую чёрную дыру из внешнего заряженного вещества не получится: гравитационное притяжение не сможет компенсировать собственное электрическое отталкивание материи (см.: Принцип космической цензуры). Кроме того, надо заметить, что в реалистичных ситуациях чёрные дыры не должны быть сколь-либо значительно заряжены.
Это решение, при продолжении за горизонт, аналогично шварцшильдовскому, порождает удивительную геометрию пространства-времени, в которой через чёрные дыры соединяется бесконечное количество «вселенных», в которые можно попадать последовательно через погружения в чёрную дыру.

### Решение Керра

Эргосфера вокруг керровской чёрной дыры

Чёрная дыра Керра обладает рядом замечательных свойств. Вокруг горизонта событий существует область, называемая эргосферой, внутри которой телам невозможно покоиться относительно удалённых наблюдателей. Они могут только вращаться вокруг чёрной дыры по направлению её вращения. Этот эффект называется «увлечением инерциальной системы отсчёта» и наблюдается вокруг любого вращающегося массивного тела, например, вокруг Земли или Солнца, но в гораздо меньшей степени. Однако саму эргосферу ещё можно покинуть, эта область не является захватывающей. Размеры эргосферы зависят от углового момента вращения.
Параметры чёрной дыры не могут быть произвольными. Угловой момент ЧД не должен превышать {\displaystyle J_{\mathrm {max} }=M^{2}}, что тоже представляет собой частный случай ограничения Керра — Ньюмена, на этот раз для чёрной дыры с нулевым зарядом ({\displaystyle Q=0}, см. ниже). В предельном случае {\displaystyle J=J_{\mathrm {max} }} метрика называется предельным решением Керра.
Это решение также порождает удивительную геометрию пространства-времени при его продолжении за горизонт. Однако требуется анализ устойчивости соответствующей конфигурации, которая может быть нарушена за счёт взаимодействия с квантовыми полями и других эффектов. Для пространства-времени Керра анализ был проведён Субраманьяном Чандрасекаром и другими физиками. Было обнаружено, что керровская чёрная дыра — а точнее её внешняя область — является устойчивой. Аналогично, как частные случаи, оказались устойчивыми шварцшильдовские дыры, а модификация алгоритма позволила доказать устойчивость и Райсснер-нордстрёмовских чёрных дыр. См., раздел Структура вращающихся чёрных дыр далее.

### Решение Керра — Ньюмена
Трёхпараметрическое семейство Керра — Ньюмена — наиболее общее решение, соответствующее конечному состоянию равновесия не возмущаемой внешними полями чёрной дыры (согласно теоремам об «отсутствии волос» для известных физических полей). В координатах Бойера — Линдквиста (Boyer — Lindquist) и геометрических единицах {\displaystyle G=c=1} метрика Керра — Ньюмена даётся выражением:
{\displaystyle ds^{2}=-\left(1-{2\,Mr-Q^{2} \over \Sigma }\right)\,dt^{2}-2(2\,Mr-Q^{2})a{\sin ^{2}\theta  \over \Sigma }\,dt\,d\varphi \,+}
{\displaystyle +\left(r^{2}+a^{2}+{(2\,Mr-Q^{2})a^{2}\sin ^{2}\theta  \over \Sigma }\right)\sin ^{2}\theta \,{d\varphi ^{2}}+{\Sigma  \over \Delta }\,dr^{2}+{\Sigma \,{d\theta ^{2}}},}
где {\displaystyle \Sigma \equiv r^{2}+a^{2}\cos ^{2}\theta }; {\displaystyle \Delta \equiv r^{2}-2Mr+a^{2}+Q^{2}} и {\displaystyle a\equiv J/M}, где {\displaystyle J} — момент импульса.
Из этой формулы легко вытекает, что горизонт событий находится на радиусе {\displaystyle r_{+}=M+{\sqrt {M^{2}-Q^{2}-a^{2}}},} и, следовательно, параметры чёрной дыры не могут быть произвольными: электрический заряд и угловой момент не могут быть больше значений, соответствующих исчезновению горизонта событий. Должны выполняться следующие ограничения:
{\displaystyle a^{2}+Q^{2}\leqslant M^{2}} — это ограничение для ЧД Керра — Ньюмена.
Если эти ограничения нарушатся, горизонт событий исчезнет, и решение вместо чёрной дыры будет описывать так называемую «голую сингулярность», но такие объекты, согласно распространённым убеждениям, в реальной Вселенной существовать не должны (согласно пока не доказанному, но правдоподобному принципу космической цензуры). Альтернативно, под горизонтом может находиться источник сколлапсировавшей материи, которая закрывает сингулярность, и поэтому внешнее решение Керра или Керра — Ньюмена должно быть непрерывно состыковано с внутренним решением уравнений Эйнштейна с тензором энергии-импульса этой материи. Как заметил Б. Картер (1968), решение Керра — Ньюмена обладает двойным гиромагнитным отношением {\displaystyle g=2}, таким же, как у электрона согласно уравнению Дирака.
Метрику Керра — Ньюмена (и просто Керра и Райсснера — Нордстрёма, но не Шварцшильда) можно аналитически продолжить также через горизонт таким образом, чтобы соединить в чёрной дыре бесконечно много «независимых» пространств. Это могут быть как «другие» вселенные, так и удалённые части нашей Вселенной. В таким образом полученных пространствах есть замкнутые времениподобные кривые: путешественник может, в принципе, попасть в своё прошлое, то есть встретиться с самим собой. Вокруг горизонта событий вращающейся заряженной чёрной дыры также существует область, называемая эргосферой, практически эквивалентная эргосфере из решения Керра; находящийся там стационарный наблюдатель обязан вращаться с положительной угловой скоростью (в сторону вращения чёрной дыры).

## Термодинамика и испарение чёрных дыр
Представления о чёрной дыре как об абсолютно поглощающем объекте были скорректированы А. А. Старобинским и Я. Б. Зельдовичем в 1974 году — для вращающихся чёрных дыр, а затем, в общем случае, С. Хокингом в 1975 году. Изучая поведение квантовых полей вблизи чёрной дыры, Хокинг предположил, что чёрная дыра обязательно излучает частицы во внешнее пространство и тем самым теряет массу. Этот гипотетический эффект называется излучением (испарением) Хокинга. Упрощённо говоря, гравитационное поле поляризует вакуум, в результате чего возможно образование не только виртуальных, но и реальных пар частица-античастица. Одна из частиц, оказавшаяся чуть ниже горизонта событий, падает внутрь чёрной дыры, а другая, оказавшаяся чуть выше горизонта, улетает, унося энергию (то есть часть массы) чёрной дыры. Мощность излучения чёрной дыры равна
{\displaystyle L={\frac {\hbar c^{6}}{15360\pi G^{2}M^{2}}}},
а потеря массы
{\displaystyle {\frac {dM}{dt}}=-{\frac {\hbar c^{4}}{15360\pi G^{2}M^{2}}}}.
Предположительно, состав излучения зависит от размера чёрной дыры: для больших чёрных дыр это в основном безмассовые фотоны и лёгкие нейтрино, а в спектре лёгких чёрных дыр начинают присутствовать и тяжёлые частицы. Спектр хокинговского излучения для безмассовых полей оказался строго совпадающим с излучением абсолютно чёрного тела, что позволило приписать чёрной дыре температуру
{\displaystyle T_{H}={\frac {\hbar c^{3}}{8\pi kGM}}},
где {\displaystyle \hbar } — редуцированная постоянная Планка, {\displaystyle c} — скорость света, {\displaystyle k} — постоянная Больцмана, {\displaystyle G} — гравитационная постоянная, {\displaystyle M} — масса чёрной дыры.
На этой основе была построена термодинамика чёрных дыр, в том числе введено ключевое понятие энтропии чёрной дыры, которая оказалась пропорциональна площади её горизонта событий:
{\displaystyle S={\frac {Akc^{3}}{4\hbar G}}},
где {\displaystyle A} — площадь горизонта событий.
Скорость испарения чёрной дыры тем больше, чем меньше её размеры. Испарением чёрных дыр звёздных (и тем более галактических) масштабов можно пренебречь, однако для первичных и в особенности для квантовых чёрных дыр процессы испарения становятся центральными.
За счёт испарения все чёрные дыры теряют массу и время их жизни оказывается конечным:
{\displaystyle \tau ={\frac {5120\pi G^{2}M^{3}}{\hbar c^{4}}}}.
При этом интенсивность испарения нарастает лавинообразно, и заключительный этап эволюции носит характер взрыва, например, чёрная дыра массой 1000 тонн испарится за время порядка 84 секунды, выделив энергию, равную взрыву примерно десяти миллионов атомных бомб средней мощности.
В то же время большие чёрные дыры, температура которых ниже температуры реликтового излучения Вселенной (2,7 К), на современном этапе развития Вселенной могут только расти, так как испускаемое ими излучение имеет меньшую энергию, чем поглощаемое.
Без квантовой теории гравитации невозможно описать заключительный этап испарения, когда чёрные дыры становятся микроскопическими (квантовыми).

## Падение в астрофизическую чёрную дыру
Тело, свободно падающее под действием сил гравитации, находится в состоянии невесомости и испытывает действие только приливных сил, которые при падении в чёрную дыру растягивают тело в радиальном направлении, а в тангенциальном — сжимают. Величина этих сил растёт и стремится к бесконечности при {\displaystyle r\to 0} (где r — расстояние до центра дыры).
В некоторый момент собственного времени тело пересечёт горизонт событий. С точки зрения наблюдателя, падающего вместе с телом, этот момент ничем не выделен, однако возврата теперь нет. Тело оказывается в горловине (её радиус в точке, где находится тело, и есть {\displaystyle r}), сжимающейся столь быстро, что улететь из неё до момента окончательного схлопывания (это и есть сингулярность) уже нельзя, даже двигаясь со скоростью света.
С точки зрения удалённого наблюдателя падение в чёрную дыру будет выглядеть иначе. Пусть, например, тело будет светящимся и, кроме того, будет посылать сигналы назад с определённой частотой. Вначале удалённый наблюдатель будет видеть, что тело, находясь в процессе свободного падения, постепенно разгоняется под действием сил тяжести по направлению к центру. Цвет тела не изменяется, частота детектируемых сигналов практически постоянна. Но когда тело начнёт приближаться к горизонту событий, фотоны, идущие от тела, будут испытывать всё большее и большее красное смещение, вызванное двумя причинами: эффектом Доплера и гравитационным замедлением времени — из-за гравитационного поля все физические процессы с точки зрения удалённого наблюдателя будут идти всё медленнее и медленнее, например, часы, закреплённые в Шварцшильдовском пространстве-времени на радиальной координате {\displaystyle r} без вращения ({\displaystyle r=\mathrm {const} ,\theta =\mathrm {const} ,\varphi =\mathrm {const} }), будут идти медленнее бесконечно удалённых в {\displaystyle 1/{\sqrt {1-r_{s}/r}}} раз. Расстояния также будут восприниматься по-разному. Удалённому наблюдателю будет казаться, что тело в чрезвычайно сплющенном виде будет замедляться, приближаясь к горизонту событий, и, в конце концов, практически остановится. Частота сигнала будет резко падать. Длина волны испускаемого телом света будет стремительно расти, так что свет быстро превратится в радиоволны и далее в низкочастотные электромагнитные колебания, зафиксировать которые уже будет невозможно. Пересечения телом горизонта событий наблюдатель не увидит никогда, и в этом смысле падение в чёрную дыру будет длиться бесконечно долго.
Есть, однако, момент, начиная с которого повлиять на падающее тело удалённый наблюдатель уже не сможет. Луч света, посланный вслед этому телу, его либо вообще никогда не догонит, либо догонит уже за горизонтом событий. С другой стороны, учитывая, что падающее светящееся тело прежде пересечения горизонта испустит ограниченное число фотонов, существует также момент, начиная с которого удалённый наблюдатель уже не сможет получить какую-либо информацию о падающем теле, и фактически вся информация, содержащаяся в нём, будет потеряна для удалённого наблюдателя. Кроме того, расстояние между телом и горизонтом событий, а также «толщина» сплющенного (с точки зрения стороннего наблюдателя) тела довольно быстро достигнут планковской длины и (с математической точки зрения) будут уменьшаться и далее. Для реального физического наблюдателя (ведущего измерения с планковской погрешностью) это равносильно тому, что масса чёрной дыры увеличится на массу падающего тела, а, значит, радиус горизонта событий возрастёт, и падающее тело окажется «внутри» горизонта событий за конечное время. Аналогично будет выглядеть для удалённого наблюдателя и процесс гравитационного коллапса. Вначале вещество ринется к центру, но вблизи горизонта событий оно станет резко замедляться, его излучение уйдёт в радиодиапазон, и в результате удалённый наблюдатель увидит, что звезда погасла.

## Модель на базе теории струн
Теория струн допускает выстраивание исключительно плотных и мелкомасштабных структур из самих струн и других описываемых теорией объектов — бран, часть из которых имеют более трёх измерений. При этом чёрная дыра может быть составлена из струн и бран очень большим числом способов, а самым удивительным является то обстоятельство, что это число микросостояний ровно соответствует энтропии чёрной дыры, предсказанной в 1972 году Бекенштейном и подтвержденной в 1974 году Стивеном Хокингом, который первоначально опровергал идеи Бекенштейна. Это один из наиболее известных результатов теории струн, полученных в 1990-е годы.
В 1996 году струнные теоретики Эндрю Строминджер и Камран Вафа, опираясь на более ранние результаты Сасскинда и Сена, опубликовали работу «Микроскопическая природа энтропии Бекенштейна и Хокинга». В этой работе Строминджеру и Вафе удалось использовать теорию струн для конструирования из микроскопических компонентов определённого класса чёрных дыр, так называемых экстремально заряженных дыр Райсснера — Нордстрёма, а также для точного вычисления вкладов этих компонентов в энтропию. Работа была основана на применении нового метода, частично выходящего за рамки теории возмущений, которую использовали в 1980-х и в начале 1990-х гг. Результат работы в точности совпадал с предсказаниями Бекенштейна и Хокинга, сделанными более чем за двадцать лет до этого.
Реальным процессам образования чёрных дыр Строминджер и Вафа противопоставили конструктивный подход. Суть в том, что они изменили точку зрения на образование чёрных дыр, показав, что их можно конструировать путём кропотливой сборки в один механизм точного набора бран, открытых во время второй суперструнной революции.
Строминджер и Вафа смогли вычислить число перестановок микроскопических компонентов чёрной дыры, при которых общие наблюдаемые характеристики, например масса и заряд, остаются неизменными. Тогда энтропия этого состояния по определению равна логарифму полученного числа — числа возможных микросостояний термодинамической системы. Затем они сравнили результат с площадью горизонта событий чёрной дыры — эта площадь пропорциональна энтропии чёрной дыры, как предсказано Бекенштейном и Хокингом на основе классического понимания, — и получили идеальное согласие. По крайней мере, для класса экстремальных чёрных дыр Строминджеру и Вафе удалось найти приложение теории струн для анализа микроскопических компонентов и точного вычисления соответствующей энтропии. Практически одновременно, с разностью в несколько недель, к такой же энтропии для почти экстремальных чёрных дыр пришли и Курт Каллан и Хуан Малдасена из Принстона.
Результаты этой группы, однако, простирались далее. Так как они смогли сконструировать не совсем экстремальную чёрную дыру, они смогли рассчитать также и скорость испарения данного объекта, которая совпала с результатами Хокинга. Этот результат был подтверждён в том же году работами двух пар индийских физиков: Самит Дас и Самир Матур, и Гаутам Мандал и Спента Вадья получили ту же скорость испарения. Этот успех послужил одним из доказательств отсутствия потери информации при образовании и испарении чёрных дыр.
В 2004 году команда Самира Матура из университета Огайо занялась вопросом о внутреннем строении струнной чёрной дыры. В результате они показали, что почти всегда вместо множества отдельных струн возникает одна — очень длинная струна, кусочки которой будут постоянно «выпирать» за горизонт событий за счёт квантовых флуктуаций, и соответственно отрываться, обеспечивая испарение чёрной дыры. Сингулярности внутри такого клубка не образуется, а его размер в точности совпадает с размером классического горизонта. В другой модели, которую развили Гэри Горовиц из Университета Калифорнии в Санта-Барбаре и Хуан Малдасена из Института перспективных исследований, сингулярность присутствует, но информация в неё не попадает, так как за счёт квантовой телепортации выходит из чёрной дыры, изменяя характеристики излучения Хокинга, которое теперь становится не совсем тепловым — эти построения основываются на гипотезе AdS/CFT-соответствия. Все такие модели, однако, до сих пор носят предварительный характер.

## Белые дыры
Белая дыра является временно́й противоположностью чёрной дыры — если из чёрной дыры невозможно выбраться, то в белую дыру невозможно попасть. Белой дырой является область IV в расширенном пространстве-времени Шварцшильда — в неё невозможно попасть из областей I и III, а вот из неё попасть в области I и III можно. Так как общая теория относительности и большинство других теорий гравитации обратимы во времени, то можно развернуть решение гравитационного коллапса во времени и получить объект, который не схлопывается, формируя вокруг себя горизонт событий будущего и сингулярность под ним, а наоборот, объект, который рождается из невидимой сингулярности под горизонтом событий прошлого и затем разлетается, уничтожая горизонт (мысленно переверните рисунок коллапса в следующем разделе) — это и будет белая дыра.
Полная карта пространства-времени Шварцшильда содержит как чёрную, так и белую дыры, а отдельно «чистой» вечной чёрной дыры (то есть такой, которая не возникла из-за коллапса вещества) или «чистой» вечной белой дыры на полной карте пространства-времени не может быть в принципе.
На сегодня неизвестны физические объекты, которые можно достоверно считать белыми дырами. Более того, неизвестны и теоретические механизмы их образования помимо реликтового — сразу после Большого взрыва, а также весьма спорной идеи, которую невозможно подтвердить расчётами, что белые дыры могут образовываться при выходе из-за горизонта событий вещества чёрной дыры, находящейся в другом времени. Нет и предпосылок по методам поиска белых дыр. Исходя из этого, белые дыры считаются сейчас абсолютно гипотетическими объектами, допустимыми теоретически общей теорией относительности, но вряд ли существующими во Вселенной, в отличие от чёрных дыр.
Израильские астрономы Алон Реттер и Шломо Хеллер предполагают, что аномальный гамма-всплеск GRB 060614, который произошёл в 2006 году, был «белой дырой».

## Чёрные дыры во Вселенной
Со времени теоретического предсказания чёрных дыр оставался открытым вопрос об их существовании, так как наличие решения типа «чёрная дыра» ещё не гарантирует, что существуют механизмы образования подобных объектов во Вселенной. С математической точки зрения известно, что как минимум коллапс гравитационных волн в общей теории относительности устойчиво ведёт к формированию ловушечных поверхностей, а следовательно, и чёрной дыры, как доказано Деметриосом Кристодулу в 2000-х годах (Премия Шао за 2011 год).
С физической точки зрения известны механизмы, которые могут приводить к тому, что некоторая область пространства-времени будет иметь те же свойства (ту же геометрию), что и соответствующая область у чёрной дыры. Так, например, в результате коллапса звезды может сформироваться пространство-время, показанное на рисунке.

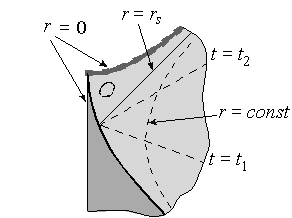
Коллапс звезды. Метрика внутри более затенённой области нам неизвестна (или неинтересна)

Изображённая тёмным цветом область заполнена веществом звезды и метрика её определяется свойствами этого вещества. А вот светло-серая область совпадает с соответствующей областью пространства Шварцшильда, см. рис. выше. Именно о таких ситуациях в астрофизике говорят как об образовании чёрных дыр, что с формальной точки зрения является некоторой вольностью речи. Снаружи, тем не менее, уже очень скоро этот объект станет практически неотличим от чёрной дыры по всем своим свойствам, поэтому данный термин применим к получающейся конфигурации с очень большой степенью точности.
В реальности из-за аккреции вещества, с одной стороны, и (возможно) хокинговского излучения, с другой, пространство-время вокруг коллапсара отклоняется от приведённых выше точных решений уравнений Эйнштейна. И хотя в любой небольшой области (кроме окрестностей сингулярности) метрика искажена незначительно, глобальная причинная структура пространства-времени может отличаться кардинально. В частности, настоящее пространство-время может, по некоторым теориям, уже и не обладать горизонтом событий. Это связано с тем, что наличие или отсутствие горизонта событий определяется, среди прочего, и событиями, происходящими в бесконечно удалённом будущем наблюдателя.
По современным представлениям, есть четыре сценария образования чёрной дыры:
- Гравитационный коллапс (катастрофическое сжатие) достаточно массивной звезды на конечном этапе её эволюции.➤
- Коллапс центральной части галактики или протогалактического газа. Современные представления помещают огромную ({\displaystyle >1000M_{\odot }}) чёрную дыру в центр многих, если не всех, спиральных и эллиптических галактик. Например, в центре нашей Галактики находится чёрная дыра Стрелец A* массой {\displaystyle 4{,}31\cdot 10^{6}M_{\odot }}[54].
- Формирование чёрных дыр в момент сразу после Большого Взрыва в результате флуктуаций гравитационного поля и/или материи. Такие чёрные дыры называются первичными.➤
- Возникновение чёрных дыр в ядерных реакциях высоких энергий — квантовые чёрные дыры.

### Чёрные дыры звёздных масс

Моделирование гравитационного линзирования чёрной дырой, которая искажает изображение галактики, перед которой она проходит. (Щёлкните, чтобы увидеть полноразмерную анимацию.)

Визуализация полного оборота вокруг чёрной дыры и её аккреционного диска по пути, перпендикулярному диску.

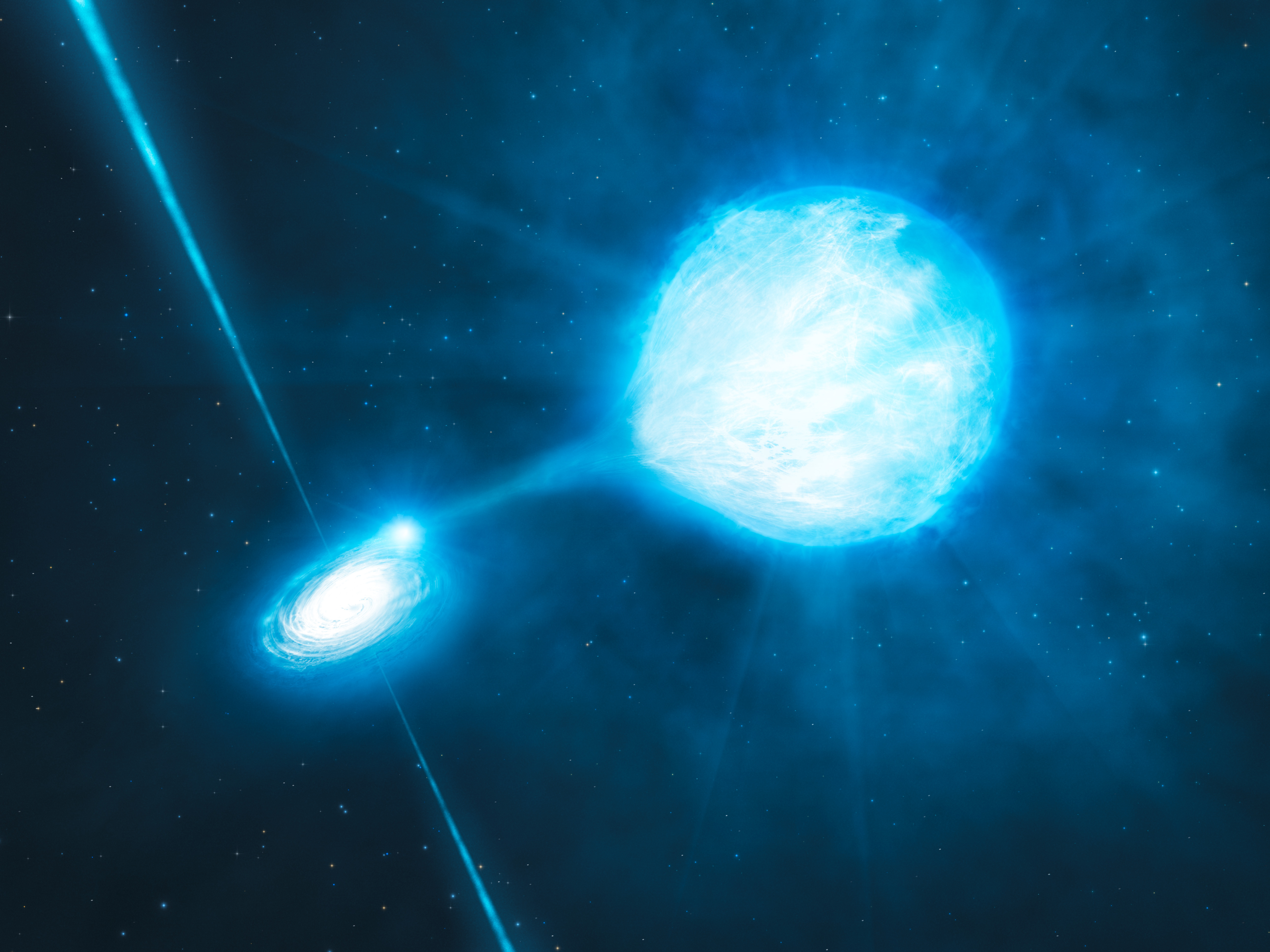
Чёрная дыра NGC 300 X-1 в представлении художника. Иллюстрация ESO.

Чёрные дыры звёздных масс образуются как конечный этап жизни звезды, после полного выгорания термоядерного топлива и прекращения реакции звезда теоретически должна начать остывать, что приведёт к уменьшению внутреннего давления и сжатию звезды под действием гравитации. Сжатие может остановиться на определённом этапе, а может перейти в стремительный гравитационный коллапс. В зависимости от массы звезды и вращательного момента возможны следующие конечные состояния:
- Погасшая очень плотная звезда, состоящая в основном, в зависимости от массы, из гелия, углерода, кислорода, неона, магния, кремния или железа (основные элементы перечислены в порядке возрастания массы остатка звезды). Такие остатки называют белыми карликами, масса их ограничивается сверху пределом Чандрасекара — около 1,4 солнечной массы.
- Нейтронная звезда, масса которой ограничена пределом Оппенгеймера — Волкова — 2—3 солнечные массы.
- Чёрная дыра.

По мере увеличения массы остатка звезды происходит движение равновесной конфигурации вниз по изложенной последовательности. Вращательный момент увеличивает предельные массы на каждой ступени, но не качественно, а количественно (максимум в 2—3 раза).
Условия (главным образом, масса), при которых конечным состоянием эволюции звезды является чёрная дыра, изучены недостаточно хорошо, так как для этого необходимо знать поведение и состояния вещества при чрезвычайно высоких плотностях, недоступных экспериментальному изучению. Дополнительные сложности представляет моделирование звёзд на поздних этапах их эволюции из-за сложности возникающего химического состава и резкого уменьшения характерного времени протекания процессов. Достаточно упомянуть, что часть крупнейших космических катастроф, вспышки сверхновых, возникает именно на этих этапах эволюции звёзд. Различные модели дают нижнюю оценку массы чёрной дыры, получающейся в результате гравитационного коллапса, от 2,5 до 5,6 массы Солнца. Характерный размер чёрной дыры при этом очень мал — до нескольких десятков километров.
Впоследствии чёрная дыра может разрастись за счёт поглощения вещества — как правило, это газ соседней звезды в двойных звёздных системах (столкновение чёрной дыры с любым другим астрономическим объектом очень маловероятно из-за её малого диаметра). Процесс падения газа на любой компактный астрофизический объект, в том числе и на чёрную дыру, называется аккрецией. При этом из-за вращения газа формируется аккреционный диск, в котором вещество разгоняется до релятивистских скоростей, нагревается и в результате сильно излучает, в том числе и в рентгеновском диапазоне, что даёт принципиальную возможность обнаруживать такие аккреционные диски (и, следовательно, чёрные дыры) при помощи ультрафиолетовых и рентгеновских телескопов. Основной проблемой является малая величина и трудность регистрации отличий аккреционных дисков нейтронных звёзд и чёрных дыр, что приводит к неуверенности в идентификации астрономических объектов как чёрных дыр. Основное отличие состоит в том, что газ, падающий на все объекты, рано или поздно встречает твёрдую поверхность, что приводит к интенсивному излучению при торможении, но облако газа, падающее на чёрную дыру, из-за неограниченно растущего гравитационного замедления времени (красного смещения) просто быстро меркнет при приближении к горизонту событий, что наблюдалось телескопом Хаббла в случае источника Лебедь X-1.
Столкновение чёрных дыр между собой и с другими массивными объектами, а также столкновение нейтронных звёзд, вызывающее образование чёрной дыры, приводит к мощнейшему гравитационному излучению, которое можно обнаружить при помощи гравитационных телескопов. Так 11 февраля 2016 года сотрудники LIGO объявили об обнаружении гравитационных волн, возникших при слиянии двух чёрных дыр массами около 30 солнечных масс на расстоянии около 1,3 млрд световых лет от Земли.
Кроме того, есть сообщения о наблюдении в рентгеновском диапазоне столкновений чёрных дыр со звёздами. 25 августа 2011 года появилось сообщение о том, что впервые в истории науки группа японских и американских специалистов смогла в марте 2011 года зафиксировать момент гибели звезды, которую поглощает чёрная дыра.
Ближайшим кандидатом в чёрные дыры считался один из компонентов тройной системы HR 6819 (QV Телескопа), находящейся на расстоянии 1120 ± 70 св. лет от Солнца, однако, дальнейшие исследования показали, что это не тройная, а двойная система и чёрной дыры в ней нет.
Объект «Единорог» (The Unicorn), находящийся в созвездии Единорога на расстоянии 1500 св. лет от Солнца, является компаньоном красной гигантской звезды V723 Единорога и имеет массу менее 5 масс Солнца. Кандидат в чёрные дыры обнаружен в бинарной системе Gaia BH1 со звездой спектрального класса G, расположенной на расстоянии 1,545 тыс. св. лет (474 парсека) от Солнца. Масса кандидата в 11,9 раза превышает массу Солнца. Двойная система A0620-00 (V616 Единорога) находится на расстоянии 3000 св. лет от Солнца, Лебедь X-1 — на расстоянии 6070 св. лет, VLA J213002.08+120904 (VLA J2130+12, M15 S2) в созвездии Пегаса — на расстоянии 7200 св. лет, V404 Лебедя — на расстоянии 7800 св. лет.
Некоторые ближайшие к Солнцу чёрные дыры

### Сверхмассивные чёрные дыры

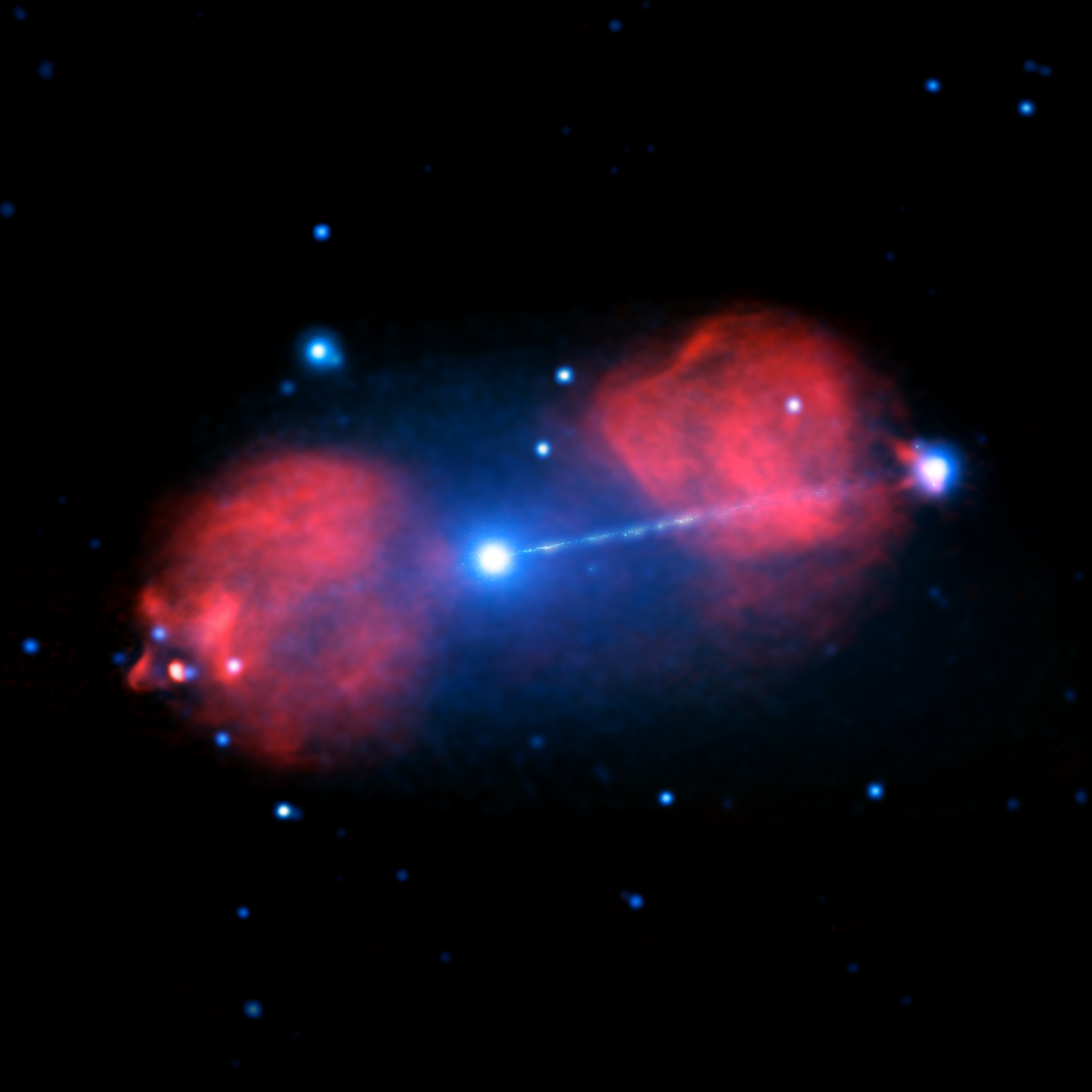
Радиогалактика Живописец A, виден джет рентгеновского излучения (синий) длиной 300 тыс. световых лет, исходящий из сверхмассивной чёрной дыры

Разросшиеся очень большие чёрные дыры, по современным представлениям, образуют ядра большинства галактик. В их число входит и массивная чёрная дыра в ядре нашей галактики — Стрелец A*, являющаяся ближайшей к Солнцу сверхмассивной чёрной дырой (26 тыс. св. лет).
В настоящее время существование чёрных дыр звёздных и галактических масштабов считается большинством учёных надёжно доказанным астрономическими наблюдениями.
Американские астрономы установили, что массы сверхмассивных чёрных дыр могут быть значительно недооценены. Исследователи установили, что для того, чтобы звёзды двигались в галактике М87 (которая расположена на расстоянии 50 миллионов световых лет от Земли) так, как это наблюдается сейчас, масса центральной чёрной дыры должна быть как минимум 6,4 миллиарда солнечных масс, то есть в два раза больше нынешних оценок ядра М87, которые составляют 3 млрд солнечных масс.

В карликовой галактике Лев I почти нет тёмной материи, но в центре есть сверхмассивная чёрная дыра массой ~3 млн M⊙. У учёных нет объяснений того, как в карликовой сферической галактике появилась сверхмассивная чёрная дыра.

### Первичные чёрные дыры
Первичные чёрные дыры в настоящее время носят статус гипотезы. Если в начальные моменты жизни Вселенной существовали достаточной величины отклонения от однородности гравитационного поля и плотности материи, то из них путём коллапса могли образовываться чёрные дыры. При этом их масса не ограничена снизу, как при звёздном коллапсе — их масса, вероятно, могла бы быть достаточно малой. Обнаружение первичных чёрных дыр представляет особенный интерес в связи с возможностями изучения явления испарения чёрных дыр (см. выше).

### Квантовые чёрные дыры
Предполагается, что в результате ядерных реакций могут возникать устойчивые микроскопические чёрные дыры, так называемые квантовые чёрные дыры. Для математического описания таких объектов необходима квантовая теория гравитации. Однако из общих соображений весьма вероятно, что спектр масс чёрных дыр дискретен и существует минимальная чёрная дыра — планковская чёрная дыра. Её масса — порядка 10−5 г, радиус — 10−35 м. Комптоновская длина волны планковской чёрной дыры по порядку величины равна её гравитационному радиусу.
Таким образом, все «элементарные объекты» можно разделить на элементарные частицы (их длина волны больше их гравитационного радиуса) и чёрные дыры (длина волны меньше гравитационного радиуса). Планковская чёрная дыра является пограничным объектом, для неё можно встретить название максимон, указывающее на то, что это самая тяжёлая из возможных элементарных частиц. Другой иногда употребляемый для её обозначения термин — планкеон.
В последнее время предложены эксперименты с целью обнаружения свидетельств появления чёрных дыр в ядерных реакциях. Однако для непосредственного синтеза чёрной дыры в ускорителе необходима недостижимая на сегодня энергия 1026 эВ. По-видимому, в реакциях сверхвысоких энергий могут возникать виртуальные промежуточные чёрные дыры.
Эксперименты по протон-протонным столкновениям с полной энергией 7 ТэВ на Большом адронном коллайдере показали, что этой энергии недостаточно для образования микроскопических чёрных дыр. На основании этих данных делается вывод, что микроскопические чёрные дыры должны быть тяжелее 3,5—4,5 ТэВ в зависимости от конкретной реализации.

## Обнаружение чёрных дыр
На данный момент учёными обнаружено около тысячи объектов во Вселенной, которые причисляются к чёрным дырам. Всего же, предполагают учёные, существуют десятки миллионов таких объектов.
В настоящее время единственный достоверный способ отличить чёрную дыру от объекта другого типа состоит в том, чтобы измерить массу и размеры объекта и сравнить его радиус с гравитационным радиусом, который задаётся формулой
{\displaystyle \ R_{g}={2GM \over c^{2}}},
где {\displaystyle \ G} — гравитационная постоянная, {\displaystyle \ M} — масса объекта, {\displaystyle \ c} — скорость света.

### Обнаружение сверхмассивных чёрных дыр
Наиболее надёжными считаются свидетельства о существовании сверхмассивных чёрных дыр в центральных областях галактик. Сегодня разрешающая способность телескопов недостаточна для того, чтобы различать области пространства размером порядка гравитационного радиуса чёрной дыры (помимо чёрной дыры в центре нашей Галактики, которая наблюдается методами радиоинтерферометрии со сверхдлинной базой на пределе их разрешающей способности). Поэтому в идентификации центральных объектов галактик как чёрных дыр есть определённая степень допущения (кроме центра нашей Галактики). Считается, что установленный верхний предел размеров этих объектов недостаточен, чтобы рассматривать их как скопления белых или коричневых карликов, нейтронных звёзд или даже чёрных дыр обычной массы.
Существует множество способов определить массу и ориентировочные размеры сверхмассивного тела, однако большинство из них основано на измерении характеристик орбит вращающихся вокруг них объектов (звёзд, радиоисточников, газовых дисков). В простейшем и достаточно часто встречающемся случае обращение происходит по кеплеровским орбитам, о чём говорит пропорциональность скорости вращения спутника квадратному корню из большой полуоси орбиты:
{\displaystyle \ V={\sqrt {GM \over r}}}.
В этом случае масса центрального тела находится по известной формуле
{\displaystyle \ M={V^{2}r \over G}}.
В ряде случаев, когда объекты-спутники представляют собой сплошную среду (газовый диск, плотное звёздное скопление), которая своим тяготением влияет на характеристики орбиты, радиальное распределение массы в ядре галактики получается путём решения т. н. бесстолкновительного уравнения Больцмана.

#### Непосредственные измерения размеров источников излучения
Если радиоисточник Стрелец A* находится около горизонта событий чёрной дыры, он будет выглядеть как пятно, размазанное и усиленное гравитационным линзированием. Поэтому, если источник находится вблизи от горизонта событий и покрывает всю дыру, его размер должен быть не меньше 5,2 радиуса Шварцшильда, что для объекта в центре нашей Галактики даёт угловой размер примерно в 52 микросекунды дуги. Это даже несколько больше наблюдаемого в 1,3 мм радиоволнах размера в {\displaystyle 37_{-10}^{+16}} микросекунд, что показывает, что излучение не исходит с поверхности всей дыры, но сосредоточено в области рядом с ней, возможно, на краю аккреционного диска или в релятивистской струе материала, выброшенного из этого диска.

#### Метод отношения масса-светимость
Основным методом поиска сверхмассивных чёрных дыр в настоящее время является исследование распределения яркости и скорости движения звёзд в зависимости от расстояния до центра Галактики. Распределение яркости снимается фотометрическими методами при фотографировании галактик с большим разрешением, скорости звёзд — по красному смещению и уширению линий поглощения в спектре звезды.
Имея распределение скорости звёзд {\displaystyle V(r)} можно найти радиальное распределение масс {\displaystyle M(r)} в галактике. Например, при эллиптической симметрии поля скоростей решение уравнения Больцмана даёт следующий результат:
{\displaystyle \ M(r)={V^{2}r \over G}+{\sigma _{r}^{2}r \over G}\left[-{d\,\ln \,\nu  \over d\,\ln \,r}-{d\,\ln \,\sigma _{r}^{2} \over d\,\ln \,r}-\left(1-{\sigma _{\theta }^{2} \over \sigma _{r}^{2}}\right)-\left(1-{\sigma _{\phi }^{2} \over \sigma _{r}^{2}}\right)\right]},
где {\displaystyle \ V} — скорость вращения, {\displaystyle \ \sigma _{r}}, {\displaystyle \ \sigma _{\theta }} и {\displaystyle \ \sigma _{\phi }} — радиальная и азимутальные проекции дисперсии скорости, {\displaystyle \ G} — гравитационная постоянная, {\displaystyle \ \nu } — плотность звёздного вещества, которая обычно принимается пропорциональной светимости.
Поскольку чёрная дыра имеет большую массу при низкой светимости, одним из признаков наличия в центре галактики сверхмассивной чёрной дыры может служить высокое отношение массы к светимости {\displaystyle \ M/L} для ядра галактики. Плотное скопление обычных звёзд имеет отношение {\displaystyle \ M/L} порядка единицы (масса и светимость выражаются в массах и светимостях Солнца), поэтому значения {\displaystyle \ M/L\gg 1} (для некоторых галактик {\displaystyle \ M/L>1000}), являются признаком наличия сверхмассивной чёрной дыры. Возможны, однако, альтернативные объяснения этого феномена: скопления белых или коричневых карликов, нейтронных звёзд, чёрных дыр обычной массы.

#### Измерение скорости вращения газа
В последнее время благодаря повышению разрешающей способности телескопов стало возможным наблюдать и измерять скорости движения отдельных объектов в непосредственной близости от центра галактик. Так, при помощи спектрографа FOS (Faint Object Spectrograph) космического телескопа «Хаббл» группой под руководством Х. Форда была обнаружена вращающаяся газовая структура в центре галактики M87. Скорость вращения газа на расстоянии около 60 св. лет от центра галактики составила 550 км/с, что соответствует кеплеровской орбите с массой центрального тела порядка 3⋅109 масс солнца. Несмотря на гигантскую массу центрального объекта, нельзя сказать с полной определённостью, что он является чёрной дырой, поскольку гравитационный радиус такой чёрной дыры составляет около 0,001 св. года.

#### Измерение скорости микроволновых источников
В 1995 г. группа под руководством Дж. Морана наблюдала точечные микроволновые источники, вращающиеся в непосредственной близости от центра галактики NGC 4258. Наблюдения проводились при помощи радиоинтерферометра, включавшего сеть наземных радиотелескопов, что позволило наблюдать центр галактики с угловым разрешением 0",001. Всего было обнаружено 17 компактных источников, расположенных в дискообразной структуре радиусом около 10 св. лет. Источники вращались в соответствии с кеплеровским законом (скорость вращения обратно пропорциональна квадратному корню из расстояния), откуда масса центрального объекта была оценена как 4⋅107 масс солнца, а верхний предел радиуса ядра — 0,04 св. года.

#### Наблюдение траекторий отдельных звёзд
В 1993—1996 годах А. Экарт и Р. Генцель наблюдали движение отдельных звёзд в окрестностях центра нашей Галактики.
Наблюдения проводились в инфракрасных лучах, для которых слой космической пыли вблизи ядра галактики не является препятствием. В результате удалось точно измерить параметры движения 39 звёзд, находящихся на расстоянии от 0,13 до 1,3 св. года от центра Галактики. Было установлено, что движение звёзд соответствует кеплеровскому, центральное тело массой 2,5⋅106 масс солнца и радиусом не более 0,05 св. года соответствует положению компактного радиоисточника Стрелец-А (Sgr A).
В 1991 году вступил в строй инфракрасный матричный детектор SHARP I на 3,5-метровом телескопе Европейской южной обсерватории (ESO) в Ла-Силла (Чили). Камера диапазона 1—2,5 мкм обеспечивала разрешение 50 угловых мкс на 1 пиксель матрицы. Кроме того, был установлен 3D-спектрометр на 2,2-метровом телескопе той же обсерватории.
С появлением инфракрасных детекторов высокого разрешения стало возможным наблюдать в центральных областях галактики отдельные звёзды. Изучение их спектральных характеристик показало, что большинство из них относятся к молодым звёздам возрастом несколько миллионов лет. Вопреки ранее принятым взглядам, было установлено, что в окрестностях сверхмассивной чёрной дыры активно идёт процесс звездообразования. Полагают, что источником газа для этого процесса являются два плоских аккреционных газовых кольца, обнаруженных в центре Галактики в 1980-х годах. Однако внутренний диаметр этих колец слишком велик, чтобы объяснить процесс звездообразования в непосредственной близости от чёрной дыры. Звёзды, находящиеся в радиусе 1" от чёрной дыры (так называемые «S-звёзды») имеют случайное направление орбитальных моментов, что противоречит аккреционному сценарию их возникновения. Предполагается, что это горячие ядра красных гигантов, которые образовались в отдалённых районах галактики, а затем мигрировали в центральную зону, где их внешние оболочки были сорваны приливными силами чёрной дыры.
К 1996 году были известны более 600 звёзд в области диаметром около парсека (25") вокруг радиоисточника Стрелец А*, а для 220 из них были надёжно определены радиальные скорости. Оценка массы центрального тела составляла 2—3⋅106 масс Солнца, радиуса — 0,2 св. года.
В настоящее время (октябрь 2009 года) разрешающая способность инфракрасных детекторов достигла 0,0003" (что на расстоянии 8 кпс соответствует 2,5 а. е.). Число звёзд в пределах 1 пс от центра галактики, для которых измерены параметры движения, превысило 6000.
Рассчитаны точные орбиты для ближайших к центру галактики 28 звёзд, наиболее интересной среди которых является звезда S2. За время наблюдений (1992—2007), она сделала полный оборот вокруг чёрной дыры, что позволило с большой точностью оценить параметры её орбиты. Период обращения S2 составляет 15,8 ± 0,11 года, большая полуось орбиты 0,123" ± 0,001 (1000 а. е.), эксцентриситет 0,880 ± 0,003, максимальное приближение к центральному телу 0,"015 или 120 а. е.. Точное измерение параметров орбиты S2, которая оказалась близкой к кеплеровской, позволила с высокой точностью оценить массу центрального тела. По последним оценкам, она равна
{\displaystyle \ (4{,}31\pm 0{,}06\mid _{stat}\pm \,0{,}36\mid _{R_{0}})\times 10^{6}M_{\odot },}
где ошибка 0,06 вызвана погрешностью измерения параметров орбиты звезды S2, а ошибка 0,36 — погрешностью измерения расстояния от Солнца до центра Галактики.
Наиболее точные современные оценки расстояния до центра галактики дают
{\displaystyle \ R_{0}=8{,}33\pm 0{,}35\,\mathrm {kpc} .}
Пересчёт массы центрального тела при изменении оценки расстояния производится по формуле
{\displaystyle \ [\,4{,}31(R_{0}/8{,}33\,\mathrm {kpc} )^{2{,}19}\pm 0{,}06\pm 8{,}6\Delta R/R_{0}\,]\times 10^{6}M_{\odot }.}
Гравитационный радиус чёрной дыры массой 4⋅106 масс солнца составляет примерно 12 млн км или 0,08 а. е., то есть, в 1400 раз меньше, чем ближайшее расстояние, на которое подходила к центральному телу звезда S2. Однако среди исследователей практически нет сомнений, что центральный объект не является скоплением звёзд малой светимости, нейтронных звёзд или чёрных дыр, поскольку сконцентрированные в таком малом объёме они неизбежно бы слились за короткое время в единый сверхмассивный объект, который, согласно ОТО, не может быть ничем иным, кроме чёрной дыры.

#### Наблюдение процессов приливного разрушения звёзд
Во время падения звезды в чёрную дыру образуется аккреционный диск, по которому можно обнаружить процесс приливного разрушения звезды в виде краткой и яркой вспышки излучения.

### «Фотографирование» чёрных дыр
10 апреля 2019 года Национальный научный фонд США впервые показал «фотографию» сверхмассивной чёрной дыры в центре галактики Messier 87, расположенной на расстоянии 54 миллионов световых лет от Земли.
Изображение получили благодаря проекту Event Horizon Telescope, который включает в себя восемь радиотелескопов, расположенных по всему земному шару.
«Полученная картинка подтверждает существование горизонта событий, то есть подтверждает правильность общей теории относительности Эйнштейна», — заявил один из руководителей проекта Event Horizon Telescop Лучано Реццола.
Это стало Прорывом 2019 года по версии журнала Science.
Позже ИИ было синтезировано более подробное изображение этого объекта.
12 мая 2022 года астрономы, проводившие наблюдения с помощью Телескопа горизонта событий, опубликовали первую фотографию аккреционного диска в радиусе Стрельца А*, подтвердив, что объект содержит чёрную дыру.

## Направления исследований в физике чёрных дыр

### Неквантовые явления

#### Структура вращающихся чёрных дыр
В 1963 году новозеландский математик Рой П. Керр нашёл полное решение уравнений гравитационного поля для вращающейся чёрной дыры, названное решением Керра. После этого было составлено математическое описание геометрии пространства-времени, окружающего массивный вращающийся объект. Известно однако, что хотя внешнее решение при коллапсе стремится к внешней части решения Керра, для внутренней структуры сколлапсировавшего объекта это уже не так. Современные учёные ведут исследования с целью изучить структуру вращающихся чёрных дыр, возникающих в процессе реального коллапса.

#### Возмущения горизонта событий и их затухание
Горизонт событий будущего является необходимым признаком чёрной дыры как теоретического объекта. Горизонт событий сферически-симметричной чёрной дыры называется сферой Шварцшильда и имеет характерный размер, называемый гравитационным радиусом.
Энергия, возможно, может покидать чёрную дыру посредством т. н. излучения Хокинга, представляющего собой квантовый эффект. Если так, истинные горизонты событий в строгом смысле у сколлапсировавших объектов в нашей Вселенной не формируются. Тем не менее, так как астрофизические сколлапсировавшие объекты — это очень классические системы, то точность их описания классической моделью чёрной дыры достаточна для всех мыслимых астрофизических приложений.
Известно, что горизонт чёрной дыры ведёт себя подобно мембране: возмущения горизонта, вызываемые внешними телами и полями, при отключении взаимодействия начинают колебаться и частично излучаются вовне в виде гравитационных волн, а частично поглощаются самой дырой. Затем горизонт успокаивается, и чёрная дыра приходит в равновесное состояние чёрной дыры Керра — Ньюмена. Особенности этого процесса интересны с точки зрения генерации гравитационных волн, которые могут быть зарегистрированы гравитационно-волновыми обсерваториями в ближайшем будущем.

#### Столкновение чёрных дыр и излучениегравитационных волн
При столкновении чёрных дыр происходит их слияние, сопровождающееся излучением гравитационных волн. При этом величина этой энергии составляет несколько процентов от массы обеих чёрных дыр. Поскольку эти столкновения происходят далеко от Земли, доходящий сигнал слаб, поэтому их детектирование затруднено, но подобные события являются по современным представлениям самыми интенсивными излучателями гравитационных волн во Вселенной и представляют исключительный интерес для гравитационно-волновой астрономии.

#### Возможность существованиязамкнутых времениподобных траекторийв пространстве-времени
Существование таких линий в рамках общей теории относительности было впервые вынесено на обсуждение Куртом Гёделем в 1949 году на основании полученного им точного решения уравнений Эйнштейна, известного как метрика Гёделя. Подобные кривые возникают и в других решениях, таких как «цилиндр Типлера» и «проходимая кротовая нора». Существование замкнутых временеподобных кривых позволяет совершать путешествия во времени со всеми связанными с ними парадоксами. В пространстве-времени Керра также существуют замкнутые времениподобные кривые, на которые можно попасть из нашей Вселенной: они отделены от нас горизонтом, однако могут выходить в другие вселенные этого решения. Тем не менее, вопрос об их действительном существовании в случае реального коллапса космического тела пока не решён.
Часть физиков предполагает, что будущая теория квантовой гравитации наложит запрет на существование замкнутых времениподобных линий. Эту идею Стивен Хокинг назвал гипотезой о защищённости хронологии (англ. chronology protection conjecture).

### Квантовые явления

#### Исчезновение информации в чёрной дыре
Исчезновение информации в чёрной дыре представляет серьёзнейшую проблему, стоящую перед квантовой гравитацией, поскольку оно несовместимо с общими принципами квантовой механики.
В рамках классической (неквантовой) теории гравитации чёрная дыра — объект неуничтожимый. Она может только расти, но не может ни уменьшиться, ни исчезнуть совсем. Это значит, что в принципе возможна ситуация, что попавшая в чёрную дыру информация на самом деле не исчезла, она продолжает находиться внутри чёрной дыры, но просто ненаблюдаема снаружи. Иная разновидность этой же мысли: если чёрная дыра служит мостом между нашей Вселенной и какой-нибудь другой вселенной, то информация, возможно, просто перебросилась в другую вселенную.
Однако, если учитывать квантовые явления, гипотетический результат будет содержать противоречия. Главный результат применения квантовой теории к чёрной дыре состоит в том, что она постепенно испаряется благодаря излучению Хокинга. Это значит, что настанет такой момент, когда масса чёрной дыры снова уменьшится до первоначального значения (перед бросанием в неё тела). Таким образом, в результате становится очевидно, что чёрная дыра превратила исходное тело в поток разнообразных излучений, но сама при этом не изменилась (поскольку она вернулась к исходной массе). Испущенное излучение при этом совершенно не зависит от природы попавшего в неё тела. То есть чёрная дыра уничтожила попавшую в неё информацию, что математически выражается как неунитарность эволюции квантового состояния дыры и окружающих её полей.
В этой ситуации становится очевидным следующий парадокс. Если мы рассмотрим то же самое для падения и последующего испарения квантовой системы, находящейся в каком-либо чистом состоянии, то — поскольку чёрная дыра сама не изменилась — получим преобразование исходного чистого состояния в «тепловое» (смешанное) состояние. Такое преобразование, как уже было сказано, неунитарно, а вся квантовая механика строится на унитарных преобразованиях. Таким образом, эта ситуация противоречит исходным постулатам квантовой механики.

#### Свойства излучения Хокинга
Излучением Хокинга называют гипотетический процесс испускания разнообразных элементарных частиц, преимущественно фотонов, чёрной дырой. Температуры известных астрономам чёрных дыр слишком малы, чтобы излучение Хокинга от них можно было бы зафиксировать — массы дыр слишком велики. Поэтому до сих пор эффект не подтверждён наблюдениями.
Согласно ОТО, при образовании Вселенной могли бы рождаться первичные чёрные дыры, некоторые из которых (с начальной массой 1012 кг) должны были бы заканчивать испарение в наше время. Так как интенсивность испарения растёт с уменьшением размера чёрной дыры, то последние стадии должны быть по сути взрывом чёрной дыры. Пока таких взрывов зарегистрировано не было.
Известно о попытке исследования «излучения Хокинга» на основе модели — аналога горизонта событий для белой дыры, в ходе физического эксперимента, проведённого исследователями из Миланского университета.

#### Заключительные стадии испарения чёрной дыры
Испарение чёрной дыры — квантовый процесс. Дело в том, что понятие о чёрной дыре как объекте, который ничего не излучает, а может лишь поглощать материю, справедливо до тех пор, пока не учитываются квантовые эффекты. В квантовой же механике, благодаря туннелированию, появляется возможность преодолевать потенциальные барьеры, непреодолимые для неквантовой системы. Утверждение, что конечное состояние чёрной дыры стационарно, правильно лишь в рамках обычной, не квантовой теории тяготения. Квантовые эффекты ведут к тому, что на самом деле чёрная дыра должна непрерывно излучать, теряя при этом свою энергию. При этом температура и скорость излучения растут с потерей чёрной дырой своей массы, и финальные стадии процесса должны напоминать взрыв. Что останется от чёрной дыры в финале испарения, точно не известно. Возможно, остаётся планковская чёрная дыра минимальной массы, возможно, дыра испаряется полностью. Ответ на этот вопрос должна дать пока не разработанная квантовая теория гравитации.
Факт устойчивости вращающихся чёрных дыр (известных также как чёрные дыры Керра), накладывает ограничения на массу фотонов в некоторых теориях, являющихся расширениями Стандартной модели.

#### Спектр масс квантовых чёрных дыр
В 1966 году Марковым было высказано предположение о существовании элементарной частицы с экстремально большой массой — максимона. Более тяжёлые частицы, длина волны де-Бройля которых меньше их гравитационного радиуса, возможно, являются квантовыми чёрными дырами. Так как все известные квантовые частицы имеют строго определённые возможные значения массы, то представляется, что и квантовые чёрные дыры тоже должны иметь дискретный спектр вполне определённых масс. Нахождением спектра масс квантовых чёрных дыр занимается квантовая теория гравитации.

#### Взаимодействие планковских чёрных дыр с элементарными частицами
Планковская чёрная дыра — гипотетическая чёрная дыра с минимально возможной массой, которая равна планковской массе. Такой объект тождественен гипотетической элементарной частице с (предположительно) максимально возможной массой — максимону. Возможно, что планковская чёрная дыра является конечным продуктом эволюции обычных чёрных дыр, стабильна и больше не подвержена излучению Хокинга. Изучение взаимодействий таких объектов с элементарными частицами может пролить свет на различные аспекты квантовой гравитации и квантовой теории поля.

### Астрофизические аспекты физики чёрных дыр

#### Мембранная парадигма
В физике чёрных дыр мембра́нная паради́гма является полезной моделью для визуализации и вычисления эффектов, предсказываемых общей теорией относительности, без прямого рассмотрения области, окружающей горизонт событий чёрной дыры. В этой модели чёрная дыра представляется как классическая излучающая поверхность (или мембрана), достаточно близкая к горизонту событий — растя́нутый горизо́нт. Этот подход к теории чёрных дыр был сформулирован в работах Дамура и независимо Знаека конца 1970-х—начала 1980-х и развит на основе метода 3 + 1-расщепления пространства-времени Кипом Торном, Ричардом Прайсом и Дугласом Макдональдом.

#### Аккреция вещества в дыру
Аккрецией называют процесс падения вещества на космическое тело из окружающего пространства. При аккреции на чёрные дыры сверхгорячий аккреционный диск наблюдается как рентгеновский источник:116.

## Нерешённые проблемы физики чёрных дыр
- Неизвестно доказательство принципа космической цензуры, а также точная формулировка условий, при которых он выполняется[111].
- Неизвестно доказательство в общем случае «теоремы об отсутствии волос» у чёрной дыры[112].
- Отсутствует полная и законченная теория магнитосферы чёрных дыр[113].
- Неизвестна точная формула для вычисления числа различных состояний системы, коллапс которой приводит к возникновению чёрной дыры с заданными массой, моментом количества движения и зарядом[114].
- Неизвестно, что остаётся после завершения процесса квантового распада чёрной дыры[115].
- Неизвестно доказательство гипотезы обруча[116][117].